# 合い言葉は勇気
『合い言葉は勇気』（あいことばはゆうき）は、2000年7月6日から9月14日まで毎週木曜日22:00 - 22:54に、フジテレビ系「木曜劇場」枠で放送されたテレビドラマ。脚本は三谷幸喜。主演は役所広司。
山梨県上巨摩郡富増（とまし）村という架空の地を舞台に、村の住民や東京から招かれた俳優達が繰り広げる喜劇作品である。2010年4月21日にDVD-BOXが発売された。

## あらすじ
名物は桃とダルマだけという自然豊かな富増村。そこに「フナムシ開発」が産業廃棄物処理場の建設を決定する。自然が破壊されると村の住民は動揺し、建設差し止めの裁判を起こすことを決意する。村長の犬塚守孝（田中邦衛）は裁判のための弁護士を探しに、村でただ一人東京での生活経験がある大山忠志（香取慎吾）を連れて上京する。しかし、フナムシ開発顧問弁護士が老獪な網干頼母（津川雅彦）だと知るとどの弁護士も引き受けてくれない。
俳優の暁仁太郎（役所広司）は、輝かしい受賞経験が一度だけあるが、いまでは所属事務所のお荷物的存在に落ちぶれている。暁が弁護士を演じているテレビドラマを偶然にも、弁護士探しに奔走中の大山忠志が目にすることになる。暁を本物の弁護士だと信じ込んだ犬塚守孝は、暁に裁判の代理人を懇願し、引っ込みのつかなくなった暁もそれを引き受けてしまう。村の住民の前で弁護士を演じて裁判を諦めさせるつもりが、なぜか村の住民に裁判をおこすように勇気づけ、手段を選ばないフナムシ開発との法廷内外での戦いが始まった。

## キャスト

### 主要人物
暁 仁太郎
演 - 役所広司
役者。本名は佐藤学。暁は役者としての芸名である。かつては2時間ドラマの主役を演じたことがあったが、今では演技の古臭さから、鳴かず飛ばず。大山忠志との出会いがきっかけとなり、村の住民の前で弁護士のふりをすることになる。見た目はグレゴリー・ペック演じる『アラバマ物語』のフィンチ弁護士。性格、嗜好は、毛野智光曰く「おこちゃまなので、メロンやお城のプラモデル好き」。大山忠志曰く「良くいうと“役者バカ”、悪くいうと“バカ役者”」である。
大山 忠志
演 - 香取慎吾
富増村役場職員（後にクビになる）。東京の大学へ進学し、ミュージシャンになる夢が破れて帰郷。その後に村役場職員となるが、とくに目標のない人生と日々送っている。犬塚信乃に想いを寄せているが、彼女からは弟扱いされている。愛郷心はないが、暁と行動するうちに村を思う気持ちが強くなっていく。25歳。フナムシ開発との裁判後、弁護士を目指して司法試験の勉強を始める。
犬塚 信乃
演 - 鈴木京香
犬塚守孝の長女であり、村のマドンナ。30代独身。短大卒。母亡き現在、そして父亡き後も雑貨店を一人で切り盛りしている。誰よりも愛郷心が強いが、今まで村から出たことがなく、都会の情報に疎いところがある。琴井悌一郎の教諭時代の教え子であり、琴井悌三からは勝手に恋人のように振る舞われてしまうところがある。しかし、型破りな暁仁太郎の登場により情熱的な暁を尊敬し、その気持ちが徐々に恋愛感情へと移っていくこととなる。

### 富増村
犬塚 守孝
演 - 田中邦衛（特別出演）
富増村村長（10期目）。呑気でお人好しな性格からフナムシ開発に騙される。村の住民がフナムシ側に過激な行動を起こさないように気丈に振舞っているが、内心はすごく悩んでいる。今までに一度も地下鉄に乗ったことがなく、東京居住経験がある大山忠志を連れて裁判の代理人を引き受けてくれる弁護士を探しに東京に出る。自らフナムシ開発の不法投棄現場の写真を撮影に行った際に事故に逢う。事故の傷は大したことがなかったが心臓病のために死亡。臨終間際に村の未来を暁に託した。
琴井 悌一郎
演 - 寺尾聰
元小学校教諭の琴井ダルマ工芸社長。ここで、自ら立ち上げた「気をつけダルマ」というキャラクターがヒットしており南富増の目玉産業になっている。人望が厚いこともあり、名実ともに南富増の実力者である。犬塚守孝亡き後、「ある条件付き」で村長となって村をまとめ、フナムシ開発に産業廃棄の許可を与えた県を相手に裁判に出る。一見消極的で気弱に見えるが、一度腹をくくれば最後まで裁判を戦い抜こうとする芯のある人物で、証人に裏切られて落ち込み、訴えを取り下げようとした暁を突き動かす。劇中で暁は、彼を悌三と合わせて「ダルマ兄弟」と発言したことがある。
鴨田 額蔵
演 - 金田明夫
富増村助役。ギャンブル癖が直らず資金繰りに困り、妻子にも逃げられ、フナムシ開発側のスパイとなる。しかし、裁判の後半にはスパイだったからこそできる手助けをみせて、富増村住民としての誇りをみせた。扇子を常に携帯している。
川北 義助
演 - 梶原善
自由人。両親はいとこ同士。愛郷心が強い。誰も信用せず、単独でフナムシ開発に過激な手段で戦いを挑む。身体能力がずば抜けて高く、フナムシ開発側からは「猿男」と呼ばれているが、いざという時には怖気づく面もあり、劇中終盤ではこれに加えて網干がこの弱点に付け込んだことにより、暁や忠志等は彼が法廷に着くまでリレー的な時間稼ぎをする羽目に陥った。裁判の行方を左右する重要人物であることが安西景虎から語られたが本人にはその心当たりがない。
琴井 悌三
演 - 池田成志
琴井悌一郎のキレ者の弟。犬塚信乃に一方的に想いを寄せている。裁判には消極的。亜細亜大学出身。
天馬 金吾
演 - 麿赤兒
桃園経営者。北富増の実力者。かなり血の気の多い老人。人望がないが、北富増住民は彼が怖くて逆らえない。犬塚守孝の死後に次期村長になれなかった腹いせから、2千万円でフナムシ開発と勝手に和解してしまう。だが、最後の裁判では再び住民代表として出席し仁義を見せた。裁判後に村長になるが、脳溢血で亡くなった。
瀬田 浅夫
演 - 遠山俊也
天馬金吾の付き人。付き人ではあるが天馬を信用していない。気が弱いが、こわもての安西景虎の首を絞めるような大胆なところもある。天馬金吾の死後に村長の職に就く。
大山 道夫
演 - 井上肇
忠志の兄。北富増の桃園で働いている。仕事の関係上、裁判には参加できないものの、母親に「忠志の好きにさせてやれ」と進言する。弟の忠志とは交わす言葉は少ないものの、仲は良い。
大山 節子
演 - 白川和子
忠志の母。ニコチャンストアーのスタンプを集めることが趣味。天然で論理のつじつまが合っていないことが多く、空気を読めない性格。寝転がってクラッカーを食べる癖があり、よくむせている。近所との関係から忠志に、裁判に参加することを止めるよう忠告するが、内心は村のために奔走する息子を認めており、将来は息子が弁護士になることを（勝手に決めつけて）周囲に自慢していた。
林 八郎
演 - 松谷賢示（水玉れっぷう隊）
村の若者。若者のリーダー格で、強行的にフナムシ開発を追い出そうとしている。背が低い。威勢がよくフナムシに喧嘩を売るが、その処理は忠志や山根に押し付ける事が多い。
山根 房吉
演 - 石井康太（やるせなす）
村の若者。八郎の舎弟。運が悪く、よく暁や八郎のとばっちりをうける。
宮田 音弥
演 - 赤坂七恵
村の若者。村で唯一の娯楽であるカラオケスナック「村雨」を経営している女の子。林八郎たちの憧れ。

### フナムシ開発
安西 景虎
演 - 國村隼
フナムシ開発社長。威嚇、恫喝は当たり前の現場からのたたき上げ社長。村の山に不法投棄をしている疑いで村の住民との対立が激しい。しかし、出自で明らかにされる通り、実は彼も村の出身者で村に対する想いは強く、フナムシ開発社長という立場上、非を認められないが暁に裁判に勝つように頼み込む。かつては水泳競技の選手であり、1968年メキシコシティーオリンピックに出場し、村から記念品のペンダントを貰った。
蟇田
演 - 温水洋一
フナムシ開発社員。富増村出身唯一の社員(実際は社長の安西も富増村出身)といわれ、フナムシの飼育係を任されていた。実家は煎餅屋だったが、フナムシ開発に村出身の彼が就職しているのにはわけがあり、それについては暁仁太郎も大山忠志も一定の理解を示している。しかし、その一方で琴井悌三からは「煎餅屋なだけに裏表がある」と陰口をたたかれていた。紆余曲折はあったが、彼もまた暁仁太郎の言葉によって彼なりの正義と勇気を持つ者となった。

#### 扇谷グループ
網干 頼母
演 - 津川雅彦
扇谷グループに雇われているフナムシ開発顧問弁護士。やり手で、汚い手段を使うことも躊躇しない。慇懃無礼。本人曰く、冷静なように見えて、熱しやすい男。当初は富増村住民たちを「知恵も勇気もない」「野山の猿」とたかをくくっていたが、原告側に仕掛けた様々な手段が暁や毛野智光によってことごとく打ち破られると、暁を徹底的に倒そうと敵意をむき出しにする。
扇谷
演 - 山崎一
扇谷グループ会長。扇谷グループはフナムシ開発の親会社である。「扇谷グループで抱えている全ての産廃処理施設は住民との間で問題を抱えているため、富増村での裁判は必ず勝たなければならない」と網干頼母を送り込んでいる。髪をかき上げる癖を持つ。

### 法曹関係
赤岩 一孝
演 - 杉浦直樹（特別出演）
弁護士。人のよい性格から、金にならない仕事ばかりを引き受け、事務所を追い出されていたために資格はあるが廃業状態であった。駆け出しの頃の網干頼母の師匠でもある。毛野智光の策では、裁判に名前だけを借りるだけのダメ弁護士としての人選ではあったが、網干頼母との対決、そして暁らの原告団との交流を通じて適確な法廷戦術をみせた。風呂好きでSMAPの楽曲を歌詞を間違えて歌っており、忠志（香取信吾）から指摘されていた。
玉塚
演 - 伊藤正之
裁判長。極めて多忙。富増村と産業廃棄許可を与えた県との裁判を始める前に両者に強く和解を勧める。網干頼母曰く「玉塚とは古い友人」のようだが、裁判は公正に行う。基本的に厳格だが、法廷では暁ら原告側のボケにツッコミを入れる場面もみられた。また、毛野智光の出任せの判例を真に受け、異議を却下したこともある。
斎藤 礼
演 - 八嶋智人
弁護士。里見法律事務所に所属し、裁判において、県の代理人を務める。富増村の件については独自に確証を掴んでおきたいという気持ちから単独で行動をとる面もみられた。網干頼母の強引な手法にとまどうが、自らの正義を発揮させるまでに時間を要した。
鳩山 一茂
演 - 唐沢寿明（友情出演）
弁護士。早稲田大学法学部卒業。武闘派の人権弁護士で、大山忠志に村の法廷代理を依頼され快諾する。しかし相手がやり手の網干頼母だと分かると「相手が網干じゃ正義は勝てない」と言い残しあっさり逃げ去った。

### 仁太郎の関係者
佐藤 尚子
演 - キムラ緑子
暁の妻。インテリアコーディネーター。村の雰囲気とは溶け込むことがない洗練された服を毎回着こなしたり、自分のペースで行動をすることが多い。暁に愛想をつかし離婚届を突きつけるために富増村を訪れたものの、法廷で窮地に追い込まれた暁と息のあった掛け合いをしたり、周りからやさしい励ましを受ける暁に敢えて厳しい言葉を投げかけて彼を奮起させたりする。暁との交際については「出来の悪い子どもだと思えば腹も立たない」と犬塚信乃にアドバイスする。
毛野 智光
演 - 山寺宏一
構成作家。レギュラー8本を抱える売れっ子で暁の友人。村側のブレインとして活躍する。かつて法廷ドラマの脚本を書いた経験に基づく、数々の奇抜なアイディアを考案することで、素人の暁を法廷に立たせ、やり手の網干頼母も「向こうには相当な切れ者がついている」と一目置いた。チュッパチャプスが大好物で、策に行き詰るとものすごいスピードで長時間歯を磨く。なお、かつて手がけた法廷ドラマ『女弁護士イカ墨じゅん子』は2回で終わっている。

## スタッフ
- 企画：石原隆
- 脚本：三谷幸喜
- 演出：河毛俊作、田島大輔、中山高嘉
- 音楽：服部隆之
- 主題曲：「威風堂々」第1番（作曲：エドワード・エルガー 演奏：ロンドン・フィルハーモニー管弦楽団）（東芝EMI）
- プロデュース：波多野健、下山潤
- 制作：フジテレビ、イースト

## 放送日程
| 各話                                                       | 放送日        | サブタイトル     | 演出     | 視聴率 |
| ---------------------------------------------------------- | ------------- | ---------------- | -------- | ------ |
| 第1話                                                      | 2000年7月 6日 | 奇跡を呼ぶ男     | 河毛俊作 | 15.9%  |
| 第2話                                                      | 2000年7月13日 | サイテーの救世主 | 河毛俊作 | 12.7%  |
| 第3話                                                      | 2000年7月20日 | 初めての勝利     | 田島大輔 | 10.8%  |
| 第4話                                                      | 2000年7月27日 | 村長は殺された!  | 中山高嘉 | 11.0%  |
| 第5話                                                      | 2000年8月 3日 | 宣戦布告         | 河毛俊作 | 11.3%  |
| 第6話                                                      | 2000年8月10日 | 裏切ったヒーロー | 田島大輔 | 7.4%   |
| 第7話                                                      | 2000年8月17日 | 仕掛けられた罠   | 中山高嘉 | 10.4%  |
| 第8話                                                      | 2000年8月24日 | 最後の賭け       | 田島大輔 | 10.1%  |
| 第9話                                                      | 2000年8月31日 | 恋におちたら     | 河毛俊作 | 10.3%  |
| 第10話                                                     | 2000年9月 7日 | 最後のチャンス   | 田島大輔 | 10.5%  |
| 最終話                                                     | 2000年9月14日 | 威風堂々         | 河毛俊作 | 13.3%  |
| 平均視聴率 11.2%（視聴率は関東地区・ビデオリサーチ社調べ） |               |                  |          |        |

## 受賞
- 第26回ザテレビジョンドラマアカデミー賞[1][2]
  - 助演男優賞（香取慎吾）
  - 脚本賞（三谷幸喜）
  - 劇中音楽賞（服部隆之）
  - キャスティング賞

## 他の三谷作品とのリンク
- 『古畑任三郎ファイナル 今、甦る死』（2006年）とのリンク
  - 富増村は、鬼切村（『今、甦る死』の舞台となる村）と同じ場所（都留市・尾県郷土資料館）でロケが敢行されている。特に村役場のシーンは、天馬の郷土資料館と全く同じ構図で映し出されている。
  - 『今、甦る死』のメインゲストの名前は、この『合い言葉は勇気』の登場人物の名前から取られている。天馬恭介は天馬金吾から。堀部音弥は宮田音弥から。特に天馬金吾が村の有力者だが人望は薄いのに対して、天馬恭介は人望の厚い人物として描かれており、全く正反対の人物である。
- 暁仁太郎が弁護士役で出演していた（劇中劇の）2時間ドラマ「小清水弁護士シリーズ」は、『古畑任三郎「しゃべりすぎた男」』（1996年）の犯人の「小清水弁護士」（演：明石家さんま）のパロディである。
- 映画『THE 有頂天ホテル』（2006年）には、只野憲二という名のキャラクターが登場。東京在住時代の大山忠志の設定と共通点も多く、香取慎吾が出演しているが、名前が異なる上年齢も本作の大山忠志よりも高い28歳である。なお、このキャラクターは、『ザ・マジックアワー』（2008年）でも登場している。
- 『総理と呼ばないで』（1997年）や『今夜、宇宙の片隅で』（1998年）と同様に三谷幸喜脚本、フジテレビ放送作品であり、2001年2月21日に『合い言葉は勇気 完全版』として全4巻でVHS化後、DVD化が実現していなかったが、2010年4月21日に4枚組のDVD-BOXとして発売。
- 本作は三谷作品を多く手掛ける共同テレビではなく、イーストが制作した。この時期、三谷と共同テレビプロデューサーの関口静夫がドラマのキャスティングを巡り対立していたせいである（その後、和解）。演出も三谷作品を初めて手掛ける河毛俊作がチーフを務めたが、プロデューサーの石原隆と波多野健は三谷作品演出の常連である河野圭太の招聘も考えていたという。しかし、河野のスケジュールの都合がつかずに結局は断念したという。
- 「ある職業の人物が必要だが用意できず、売れない俳優がその代役をする」という展開は、三谷が監督・脚本を務めた映画作品『ザ・マジックアワー』（2008年）でも用いられている。

## その他
- 登場人物の名前は『南総里見八犬伝』の登場人物に由来している。主要人物の名前には八犬士の諱(=持っている数珠玉の文字)と同様に「仁・義・礼・智・忠・信・孝・悌」の一文字が入っており、「犬塚信乃（いぬづかしの）」にいたっては八犬士の一人と同姓同名(但し、原作の信乃は通称名で、諱の文字は「信」ではなく「孝」)である。また八郎と房吉で八房、安西、蟇田、扇谷、網干、フナムシ（船虫）などの名前も里見八犬伝に由来する。
- 犬塚信乃という同姓同名を一人配役しておき、この主人公から「人がたくさん集まってくる」という台詞をしゃべらせることで、村を助ける勇気ある他の七人は誰なのかという人物相関を探る楽しみを視聴者に与えた。とくに「孝」の名前を持つ者は当初村長と思われたが、後に赤岩弁護士(「赤岩」も八犬士の一人の異名)が姿を現すというトリックが仕掛けられていた。また、敵方として登場した斎藤弁護士が、終盤で味方になるという展開により、彼の名前が「礼」であることに気付かされる(逆に、先に名前に気付いた視聴者は、いつ味方に転じるかという楽しみがあった)。
- 舞台となる富増村（TOMASI）も里見（SATOMI）の字のアナグラムである。
- 毎回のオープニングには勇ましくかつ美しい風景のなかの暁仁太郎（役所広司）、犬塚信乃（鈴木京香）、大山忠志（香取慎吾）の姿がみられるが、大山忠志（香取慎吾）はレスポール型のエレクトリックギターを弾きながら唄う。その歌声を聞くことはできないが、口の動きを追っていくとサザンオールスターズの「TSUNAMI」を唄っているようである。
- 大山忠志（香取慎吾）はカラオケスナック村雨(これも原作に登場する名刀の名前)でギターの腕前を披露しているが、その曲はディープパープルの「スモーク・オン・ザ・ウォーター」であり、しかもイントロのフレーズのみである。ギター初心者にはおなじみのフレーズであり、簡単といえば簡単なのであるが、大山忠志のそれは決して村の青年が褒めるほどのものではなかった。